# Amy Lowell Poetry Travelling Scholarship
A Amy Lowell Poetry Travelling Scholarship é anualmente atribuída a um poeta nascido nos Estados Unidos a fim de passar um ano fora da América do Norte em um país receptor que apresente interesse seu trabalho.
Quando o poeta Amy Lowell morreu em 1925, a Amy Lowell Poetry Travelling Scholarship foi estabelecida à bolsa de estudos, administrada por curadores do escritório de advocacia Choate, Hall & Stewart em Boston, Massachusetts.

## Vencedores
- 2009-2010 Brian Turner
- 2007-2008 David Roderick
- 2006-2007 James Arthur
- 2005-2006 Geri Doran
- 2004-2005 Mary Jane Nealon
- 2003-2004 Mark Wunderlich
- 2002-2003 Rick Hilles
- 2001-2002 Nick Flynn
- 2000-2001 Richard Foerster
- 1999-2000 Phillis Levin
- 1998-1999 Elizabeth Macklin
- 1997-1998 Caroline Finkelstein
- 1996-1997 Craig Arnold
- 1995-1996 Mary Jo Salter
- 1994-1995 Reginald Shepherd (resignado)
- 1993-1994 John Drexel
- 1992-1993 Daniel J. Hall
- 1991-1992 Sharon M. Van Sluys
- 1990-1991 Richard Tillinghast
- 1989-1990 Henri Cole
- 1988-1989 Jeffrey Harrison
- 1987-1988 David Wojahn
- 1986-1987 Elizabeth Spires
- 1985-1986 Nicholas Christopher
- 1984-1985 Gjertrud Schnackenberg
- 1983-1984 Nicholas Christopher (resignado)
- 1982-1983 Debora Greger
- 1981-1982 Brad Leithauser
- 1980-1981 William Logan
- 1979-1980 Norman Williams
- 1978-1979 Edward Hirsch
- 1977-1978 Lynn Sukenick
- 1976-1977 John Haines
- 1975-1976 Jonathan Aaron
- 1974-1975 Rika Lesser
- 1973-1974 Kenneth O. Hanson
- 1972-1973  Robert Peterson
- 1971-1972 Michael Wolfe
- 1970-1971 Keith Waldrop
- 1969-1970 Galway Kinnell
- 1968-1969 Edwin Honig
- 1967-1968 Robert Francis
- 1966-1967 Robert Grenier
- 1965-1966 Thomas McGrath
- 1964-1965 Robert Bly
- 1963-1964 Miller Williams
- 1962-1963 Byron Vazakas
- 1961-1962 Adrienne Rich Conrad
- 1960-1961 Judson Jerome
- 1959-1960 May Swenson
- 1958-1959 Kenneth Rexroth
- 1957-1958 Elizabeth Bishop
- 1956-1957 William Alfred
- 1955-1956 Joseph Langland
- 1954-1955 Stanley Kunitz
- 1953-1954 E. L. Mayo